# Araneus licenti
Araneus licenti este o specie de păianjeni din genul Araneus, familia Araneidae, descrisă de Schenkel, 1953. Conform Catalogue of Life specia Araneus licenti nu are subspecii cunoscute.